# Aquilaria cumingiana
Aquilaria cumingiana – gatunek należący do rodziny wawrzynkowatych. Występuje naturalnie na terenie Azji Południowo-Wschodniej.

## Rozmieszczenie geograficzne
Rośnie naturalnie na obszarze Indonezji (Borneo Wschodnie i Moluki) oraz na Filipinach.

## Biologia i ekologia
Krzew lub niewielkie drzewo. Naturalnym habitatem są lasy pierwotne.

## Zastosowanie
Drewno tego gatunku zainfekowane przez grzyby (charakterystyczne dla tego rodzaju) osiąga wysoką wartość handlową. Drewno tego gatunku nosi handlową nazwę agar (ang. agarwood). Oprócz A. filaria jest ono otrzymywane jeszcze z 15 innych gatunków rodzaju Aquilaria. Jest ono wykorzystywane w produkcji perfum oraz w medycynie tradycyjnej. Ze względu na kosztowny i pracochłonny proces ekstrakcji jest ono bardzo drogie. Minimum 20 kg niskiej jakości drewna żywicznego potrzebne jest do wytworzenia 12 ml oleju agarowego. Najwyższej jakości olej otrzymywany jest z drzew starszych niż 100 lat. Sprzedaż perfum opartych na tym ekstrakcie rośnie z roku na rok. 
Ważnym zastosowaniem drewna tego gatunku jest produkcja kadzidła. Agar jest także afrodyzjakiem, zarówno w postaci olejku, jak i kadzidła. Są to na ogół lokalne zastosowania, ale olej jest również sprzedawany w aptekach wietnamskich do użytku wewnętrznego. W medycynie chińskiej wykorzystuje proszku z drewna w leczeniu marskości wątroby oraz innych dolegliwości. Ma zastosowanie również w leczeniu nowotworów płuc i żołądka.

## Zagrożenia
Zaobserwowano, że wycina się wiele zdrowych drzew, żeby zebrać ledwie kilka kilogramów zainfekowanego drewna. Wzrost handlu tym drewnem w ciągu ostatniej dekady doprowadził do nadmiernej eksploatacji w całym zakresie. Według Czerwonej księgi gatunków zagrożonych jest gatunkiem narażonym na wyginięcie (VU – vulnerable).